# Melocosa
Melocosa là một chi nhện trong họ Lycosidae.